# Майорец, Анатолий Иванович
Анатолий Иванович Майорец (9 июля 1929, с. Семёново, Каменец-Подольский округ, Хмельницкая область, УССР, СССР — 29 мая 2016, Москва, Российская Федерация) — советский государственный деятель, министр электротехнической промышленности СССР (1980—1985), министр энергетики и электрификации СССР (1985—1989). Лауреат Государственной премии СССР (1978).

## Биография
Родился в крестьянской семье, украинец.
В 1959 г. окончил индустриальный техникум в городе Каменецк-Подольский Хмельницкой области, в 1962 г. — Запорожский машиностроительный институт.
В 1950 г. — механик Кизлярской базы Грозненской области. В 1950—1953 служил в рядах Советской Армии.
Член КПСС с 1957 г.
- 1953—1965 гг. — на Запорожском трансформаторном заводе: электромонтёр, старший мастер, начальник цеха, директор (с 1962 года),
- 1965—1974 гг. — заместитель,
- 1974—1980 гг. — первый заместитель министра электротехнической промышленности СССР.[2],
- 1980—1985 гг. — министр электротехнической промышленности СССР.
- 1985—1989 гг. — министр энергетики и электрификации СССР.

В 1985 подписал приказ № 391 (для служебного пользования) о запрете публикации в СМИ сведений о вредном влиянии энергетических объектов на экологическую среду (действия электромагнитного поля, облучения, загрязнения атмосферы, водоёмов и земли). 26 апреля 1986 первым получил информацию об аварии на Чернобыльской АЭС, о чём утром доложил главе СМ М. Рыжкову. По его поручению тогда же прибыл в Чернобыль и приказал остановить и аварийно отключить 2 энергоблока, несущие номинальную нагрузку (аварийное охлаждение продолжалось 70 часов). Входил в состав правительственной комиссии (возглавлял Б. Щербина), которая работала в пионерском лагере «Сказочный» в 20 км от Чернобыля и руководила, координировала, контролировала работу министерств и ведомств, воинских формирований в зоне ЧАЭС.
С июня 1989 г. персональный пенсионер союзного значения.
Член ЦК КПСС (1986—1990), кандидат в члены ЦК КПСС (1981—1986). Депутат Совета Национальностей Верховного Совета СССР 10—11 созывов (1979—1989) от Азербайджанской ССР.
Похоронен на Троекуровском кладбище (участок 3) рядом с сыном Андреем (1957—1997).

## Награды
- орден Ленина
- орден Октябрьской Революции
- два ордена Трудового Красного Знамени
- орден «За заслуги» III степени (13 мая 2003 года, Украина) — за личный вклад в укрепление и развитие украинской-российских связей в электроэнергетической отрасли, высокий профессионализм[5]
- медаль «За спасение погибавших» (7 июня 1996 года) — за мужество и самоотверженность, проявленные при ликвидации последствий аварии на Чернобыльской АЭС[6]
- Лауреат Государственной премии СССР (1978)

## Работы
- Намотка обмоток мощных силовых трансформаторов на вертикально намоточных станках // Энергетика и электротехническая промышленность. 1964. № 3
- Обмотки и изоляция силовых масляных трансформаторов. Москва, 1969
- Магнитопроводы силовых трансформаторов // Трансформаторы. 1973. Вып. 24